# Еърбъс
Airbus SE (произнася се: на английски Ѐърбъс или Ѐрбъс, на френски Ербю̀с, на испански Ѐирбус) е една от най-големите самолетостроителни компании в света, образувана в края на 1960-те години чрез сливането на няколко европейски авиопроизводители. Произвежда пътнически, товарни и военно-транспортни самолети с марката Airbus.
Въпреки че компанията се смята за „европейски“ самолетостроител, от правна гледна точка тя е френско юридическо лице с главно управление в Бланяк (предградие на Тулуза, Франция). През 2001 г. съгласно френското законодателство компанията е преструктурирана в акционерно общество или S.A.S. (на френски: Société par Actions Simplifiée – „опростено акционерно общество“).
В консорциума работят около 130 хил. души в различни страни на Европа. Окончателният монтаж на самолетите става в Тулуза, Хамбург (Германия) и Севиля (Испания). Освен фабрики, Airbus има свои отдели в Испания, Великобритания, САЩ и Китай.
На световния пазар Airbus се конкурира най-вече с американската фирма „Боинг“. За първи път през 2003 г. Airbus реализира по-големи продажби от основния си конкурент.
Airbus Industrie е формално основано през 1970 г. в резултат на договор между френската фирма Sud-Aviation и германските фирми Bölkow, Dornier, Flugzeug-Union Süd, HFB, Messerschmitt, TG Siebelwerke и VFW. Към групата през 1971 г. се присъединява испанската фирма CASA. През 2003 г. консорциумът се преименува на Airbus SAS.
Масовото производство на пътнически самолети започва с модела А300, малко по-късно – на по-късия му вариант А310.
Тези модели обаче не се оказват особено търсени на пазара, поради което Airbus разработва проекта А320, с иновационната система за управление fly-by-wire. Този модел се оказва голям търговски успех за фирмата и тя разработва удължена версия на самолета A321, която се конкурира успешно с Boeing 737.
Вдъхновена от успеха на А320 фирмата започва да разработва по-големи лайнери – двумоторния А330 и четиримоторния А340. Конструктивните решения при крилата на тези самолети позволяват поместването на повече гориво и удължаване на полета. По този начин Airbus А340-500 постига продължителност на полета без зареждане до 16 700 km, отстъпвайки единствено на Boeing 777-200LR (17 446 km). Въпреки това Airbus не успява да победи конкуренцията в този тип самолети – през 2005 г. са заявени само 11 броя А340 срещу 150 броя Boeing 777-200LR.
Консорциумът възлага големи надежди на най-новите си разработки – А350 и А380.
Airbus също е собственик на футболен отбор – ФК Еърбъс ЮК Бротън.
| Модел | Описание                           | Седящи места | Дата на произв. | Първи полет   | Масово произв.   | Спиране на произв. |
| ----- | ---------------------------------- | ------------ | --------------- | ------------- | ---------------- | ------------------ |
| A300  | 2 двигателя                        | 250 – 375    | май 1969        | октомври 1972 | май 1974         | юли 2007           |
| A310  | 2 двигателя, модифициран A300      | 200 – 280    | юли 1978        | април 1982    | декември 1985    | юли 2007           |
| A318  | 2 двигателя, A320 скъсен с 6,17 m  | 136          | април 1999      | януари 2002   | октомври 2003    | ?                  |
| A319  | 2 двигателя, A320 скъсен с 3,77 m  | 145          | юни 1993        | януари 1995   | април 1996       | ?                  |
| A320  | 2 двигателя                        | 180          | март 1984       | февруари 1987 | март 1988        | ?                  |
| A321  | 2 двигателя, A320 удължен с 6,94 m | 220          | ноември 1989    | март 1993     | януари 1994      | ?                  |
| A330  | 2 двигателя                        | 253 – 440    | юни 1987        | ноември 1992  | декември 1993    | ?                  |
| A340  | 4 двигателя                        | 261 – 440    | юни 1987        | октомври 1991 | януари 1993      | ?                  |
| A350  | 2 двигателя                        | 250 – 300    | октомври 2005   | 14 юни 2013   | 2014 (планирано) | ?                  |
| А380  | 4 двигателя, две палуби            | 555 – 840    | декември 2002   | април 2008    | 2009 година      | ?                  |

## Фотогалерия на самолети от фамилията Airbus
- Airbus А300
- Airbus А310 за нуждите на армията
- Airbus А318
- Airbus А319
- Airbus А320
- Airbus А330-343
- Airbus А340-300
- Airbus А380
- Airbus A380 – най-големият лайнер в света
- A 330 – 200 Air Seychelles 2013